# گذرنامه اماراتی

گذرنامه اماراتی که از سال ۲۰۱۱ به بعد به‌صورت زیست‌سنجشی صادر می‌گردد

گذرنامهٔ اماراتی یک مدرک سفر بین‌المللی است که توسط کشور امارات متحده عربی صادر می‌شود و بنا بر داده‌های سال ۲۰۲۳، دارندگان آن می‌توانستند به ۱۷۹ کشور دیگر بدون دریافت ویزا سفر کنند یا ویزا در بدو ورود دریافت نمایند. این گذرنامه بر اساس رتبه‌بندی شاخص گذرنامهٔ هنلی در سال ۲۰۲۳ در رتبهٔ ۱۴ قرار داشت.